# Eleições gerais no Peru em 2021
As eleições gerais peruanas de 2021 foram programadas para 11 de abril de 2021. A eleição presidencial determinou o presidente, os vice-presidentes e as eleições parlamentares determinaram a composição do Congresso do Peru. Todas as 130 cadeiras do Congresso unicameral foram contestadas.
Dezoito candidatos participaram oficialmente da eleição presidencial, o maior número de candidatos desde a eleição geral peruana de 2006. Pedro Castillo foi eleito com aproximadamente 50,12% dos votos em 19 de julho, após a eleição ser judicializada devido a recursos de Keiko Fujimori que buscavam anular votos.

## Sistema eleitoral

### Eleição presidencial
O presidente é eleito pelo sistema de dois turnos. A votação do primeiro turno será realizada em 11 de abril e permite que os eleitores elegíveis votem em qualquer candidato presidencial viável. Os dois primeiros candidatos que receberem pluralidade de votos seguem para o segundo turno, que acontecerá dois meses depois, no início de junho. O vencedor do segundo turno e da eleição presidencial é o candidato que obtiver pluralidade de votos populares. Porém, se no primeiro turno o candidato que está em primeiro lugar já obtiver mais de 50% do voto popular, esse candidato vencerá automaticamente a eleição e o segundo turno não será mais necessário.

### Eleições para o Congresso
Os 130 membros do Congresso são eleitos em 27 constituintes multi-membros usando representação proporcional de lista aberta. Para entrar no Congresso, os partidos devem ultrapassar o limite eleitoral de 5% em nível nacional ou ganhar pelo menos sete cadeiras em um distrito. Os assentos são alocados usando o método D'Hondt.

## Data

### Proposta de eleição antecipada
O presidente Martín Vizcarra apresentou inicialmente uma legislação que estabeleceria as condições para uma eleição antecipada em 2020. Se for bem-sucedido, Vizcarra não será elegível para reeleição. As eleições gerais peruanas propostas para 2020 seriam realizadas em 11 de abril de 2020, para eleger um novo Presidente da República do Peru, juntamente com 130 parlamentares do Congresso do Peru. Eventualmente, foi decidido que seria realizado em 26 de janeiro de 2020. Parlamentares da oposição condenaram a proposta de Vizcarra, defendendo a prática de mandatos de cinco anos. Esta reforma constitucional foi rejeitada.

### Data oficial da eleição
As eleições gerais peruanas de 2021 serão realizadas em 11 de abril de 2021, para eleger o presidente da República do Peru, dois vice-presidentes do mesmo partido, 130 parlamentares do Congresso do Peru e 5 parlamentares andinos para um mandato de cinco anos a partir de 2021 a 2026.
O Presidente e os Vice-Presidentes da República são eleitos por sufrágio direto e em distrito eleitoral único. Caso nenhum candidato presidencial atinja mais de 50% dos votos validamente expressos, será realizado um segundo turno eleitoral.
No dia 11 de abril, 130 parlamentares serão eleitos em 27 distritos eleitorais, correspondentes aos 24 departamentos, a Província de Lima, a Província Constitucional de Callao e residentes no exterior. Será utilizado o procedimento da figura de distribuição com voto preferencial duplo opcional.
Os parlamentares eleitos tomarão posse e tomarão posse o mais tardar em 27 de julho de 2021; o presidente constitucional da República e seus vice-presidentes eleitos fá-lo-ão em 28 de julho de 2021.

## Nomeações presidenciais

### Principais indicados presidenciais
| Chapas presidenciais                                                 |                                                                       |                                                               |                                                |                                          |                                                |  |  |  |  |  |  |  |  |  |  |  |
| Avança País                                                          | Vitória Nacional                                                      | Força Popular                                                 | Ação Popular                                   | Juntos pelo Peru                         | Podemos Peru                                   |  |  |  |  |  |  |  |  |  |  |  |
|                                                                      |                                                                       |                                                               |                                                |                                          |                                                |  |  |  |  |  |  |  |  |  |  |  |
| Hernando de Soto                                                     | George Forsyth                                                        | Keiko Fujimori                                                | Yonhy Lescano                                  | Verónika Mendoza                         | Daniel Urresti                                 |  |  |  |  |  |  |  |  |  |  |  |
|                                                                      |                                                                       |                                                               |                                                |                                          |                                                |  |  |  |  |  |  |  |  |  |  |  |
| Presidente do Instituto Liberdade e Democracia (1979 até o presente) | Prefeito de La Victoria (2019-2020)                                   | Membro do congresso De Lima (2006–2011)                       | Membro do congresso De Puno / Lima (2001-2019) | Membro do congresso De Cuzco (2011-2016) | Membro do congresso De Lima (2020-2021)        |  |  |  |  |  |  |  |  |  |  |  |
| Candidatos a vice-presidentes                                        |                                                                       |                                                               |                                                |                                          |                                                |  |  |  |  |  |  |  |  |  |  |  |
| 1ª: Corinne Flores 2º: Jaime Salomón                                 | 1ª: Patricia Arévalo 2º: Jorge Chávez Álvarez                         | 1º: Luis Galarreta 2ª: Patricia Juárez                        | 1ª: Gisela Tipe 2º: Luis Alberto Velarde       | 1º: José de Echave 2ª: Luzmila Ayay      | 1ª: María Teresa Cabrera 2: Wilbert Portugal   |  |  |  |  |  |  |  |  |  |  |  |
|                                                                      |                                                                       |                                                               |                                                |                                          |                                                |  |  |  |  |  |  |  |  |  |  |  |
| Aliança para o Progresso                                             | Peru Livre                                                            | Partido Morado                                                | Partido Nacionalista Peruano                   | Renovação Popular                        | Somos Peru                                     |  |  |  |  |  |  |  |  |  |  |  |
|                                                                      |                                                                       |                                                               |                                                |                                          |                                                |  |  |  |  |  |  |  |  |  |  |  |
| César Acuña                                                          | Pedro Castillo                                                        | Julio Guzmán                                                  | Ollanta Humala                                 | Rafael López Aliaga                      | Daniel Salaverry                               |  |  |  |  |  |  |  |  |  |  |  |
|                                                                      |                                                                       |                                                               |                                                |                                          |                                                |  |  |  |  |  |  |  |  |  |  |  |
| Governador de La Libertad(2015-2015)                                 | Presidente do Comitê de Luta das bases regionais do SUTEP (2017-2017) | Secretário-Geral do Gabinete do Primeiro-Ministro (2012-2013) | Presidente do peru (2011-2016)                 | Vereador de Lima (2007-2010)             | Membro do congresso De La Libertad (2016-2019) |  |  |  |  |  |  |  |  |  |  |  |
| Companheiros de corrida                                              |                                                                       |                                                               |                                                |                                          |                                                |  |  |  |  |  |  |  |  |  |  |  |
| 1ª: Carmen Omonte 2º: Luis Iberico                                   | 1ª: Dina Boluarte 2º: vago                                            | 1ª: Flor Pablo 2º: Francisco Sagasti                          | 1ª: Ana María Salinas 2º: Alberto Otárola      | 1ª: Neldy Mendoza 2º: Jorge Montoya      | 1ª: Matilde Fernández 2º: Jorge Pérez Flores   |  |  |  |  |  |  |  |  |  |  |  |

- [12]

### Menores indicados à presidência
- Alberto Beingolea é o líder do Partido Popular Cristão de centro-direita.[13] Ele serviu anteriormente no Congresso Peruano de 2011 a 2016.[14] Antes de entrar na política, ele teve uma carreira de sucesso como jornalista esportivo. Mais recentemente, ele concorreu à prefeitura de Lima na eleição municipal de 2018, na qual ficou em quarto lugar.[15]
- Marco Arana é o líder da Frente Ampla, um de esquerda coalizão informal de partidos e sindicatos.[16] Ex-bispo de Cajamarca, concorreu sem sucesso à vice-presidência em 2016, com Verónika Mendoza como candidata presidencial do partido.[17] Ele serviu no Congresso Peruano de 2016 a 2019.
- Rafael Santos Normand é o candidato do Peru Secure Homeland.[18] Empresário da área de exportação agrária, entrou para a política quando concorreu com sucesso à prefeitura de Pueblo Libre em 2006. Ele foi reeleito em 2010, mas não conseguiu um terceiro mandato em 2014. Anteriormente, ele foi membro do Partido do Povo Cristão.[19]
- José Vega é o líder da União pelo Peru.[20] Deputado pelo distrito eleitoral de Lima, ele radicalizou ainda mais seu partido após seu acordo com o líder da revolta militar preso, Antauro Humala, irmão do ex-presidente Ollanta Humala.[21] Anteriormente, ele serviu por um mandato completo no Congresso Peruano de 2006 a 2011.
- Ciro Gálvez é o líder do National United Renaissance.[22] Advogado e tabelião baseado em Junín, sua plataforma continua conservadora, declarando-se contrária aos direitos LGBT. Para a eleição, sua chapa inclui o ex-pastor e empresário Claudio Zolla como seu primeiro companheiro de chapa, devido a um acordo político com o Partido Liberal Novo Peru, movimento libertário liderado por Zolla.[23]
- Andrés Alcántara Paredes é o líder da Democracia Direta.[24] Um populista de esquerda, ele preside a associação de aposentados de habitação FONAVI, para a qual fez uma forte campanha desde o início dos anos 2000 até 2010 pela devolução total da pensão do governo, o que foi alcançado após via referendo. Sua plataforma de campanha visa reformar e, eventualmente, substituir a Constituição do Peru.[25] Ele concorreu à vice-presidência nas últimas três eleições gerais.[26]

## Campanha

### Problemas de campanha

#### Corrupção
A corrupção no Peru é generalizada e recentemente chamou a atenção durante o escândalo da Odebrecht, que envolveu a Odebrecht pagando políticos para receber contratos de obras públicas. A BBC News escreveu em 2019 que "talvez seja o Peru onde [a Odebrecht] causou a crise mais severa" e que "[o] escândalo desacreditou praticamente toda a elite política do país, pois todos os principais partidos e atores foram implicados". O escândalo da Odebrecht gerou vários incidentes na política peruana; o suicídio do ex-presidente Alan García, a ordem de prisão do ex-presidente Alejandro Toledo, bem como o primeiro processo de impeachment contra Pedro Pablo Kuczynski e posteriormente sua renúncia à presidência. Dois candidatos nas eleições de 2021, Keiko Fujimori e Julio Guzmán, também estavam sob investigação por supostos subornos da Odebrecht durante suas campanhas eleitorais anteriores.
O sucessor de Kuczynski, Martín Vizcarra, reagiu ao escândalo da Odebrecht com várias iniciativas anticorrupção, embora Vizcarra tenha sido afastado do cargo por polêmica por seu suposto envolvimento em corrupção e substituído pelo Presidente do Congresso, Manuel Merino. A remoção de Vizcarra foi muito desfavorável aos peruanos e resultou nos protestos peruanos de 2020. Merino seria presidente por apenas cinco dias e mais tarde seria substituído por Francisco Sagasti após uma votação do congresso.
George Forsyth, o líder inicial na campanha, se beneficiou de sua fama de celebridade e de não estar envolvido com os partidos políticos tradicionais que estão sendo investigados por corrupção. Forsyth promoveu a anticorrupção durante a campanha e sugeriu emendar a constituição para declarar a corrupção um crime contra a humanidade; no entanto, muitas de suas políticas propostas eram vagas e não detalhadas. Veronika Mendoza também adotou políticas contra a corrupção, principalmente convocando uma constituição inteiramente nova em vez de emendas, declarando "Nosso atual quadro institucional nacional, consagrado na Constituição, estabelece que educação, saúde e habitação são empreendimentos com fins lucrativos, e que a vida em si é uma mercadoria a ser comprada e vendida. O que isso significa é que o poder político está concentrado nas mãos de quem tem dinheiro, e não do povo peruano”. Fujimori afirmou que manteria a constituição de 1993 de seu pai, Alberto Fujimori, e usaria "mão pesada" se eleita presidente, declarando que "A democracia não pode ser fraca. Deve ser apoiado por um sólido princípio de autoridade".

#### Pandemia do covid-19
O Peru foi uma das nações mais afetadas nas Américas pela pandemia COVID-19. A crise tornou-se tão intensa em janeiro de 2021 devido a uma segunda onda de infecções que a ocupação de leitos de UTI no Peru aumentou para 90%, com os trabalhadores médicos começando a participar de greves devido às suas duras condições de trabalho.
Forsyth criticou os bloqueios de COVID-19 do governo peruano, dizendo que eles causaram problemas econômicos e que o Centro Nacional de Operações de Emergência (COEN) deveria ser ativado para uma parceria civil-militar para combater novas infecções. Mendoza também criticou como os bloqueios foram iniciados, dizendo que o governo deveria dar apoio às famílias afetadas pelos bloqueios, promoveu uma parceria com a Argentina para adquirir a vacina Oxford – AstraZeneca COVID-19 e denunciou a potencial comercialização da vacina COVID-19 em Peru.
Em 24 de fevereiro de 2021, seguindo uma abordagem para aconselhar Francisco Sagasti sobre a gestão da pandemia COVID-19 no Peru, Hernando de Soto anunciou o primeiro gabinete sombra da história peruana. Composto principalmente por sua equipe técnica de campanha, o principal objetivo do gabinete de oposição é oferecer uma alternativa para que o governo concorde e aplique as propostas de De Soto durante a crise.

#### Economia
Como resultado da pandemia COVID-19, o produto interno bruto do Peru caiu 30,2 por cento no segundo trimestre de 2020, o maior declínio de todas as principais economias, com muitas pequenas empresas de serviços que representam a maioria das empresas da economia do Peru indo à falência durante o crise. Os especialistas médicos comentaram que a gravidade do surto de COVID-19 no Peru pode ser explicada, pelo menos em parte, pelas atuais circunstâncias socioeconômicas; quase um terço dos peruanos vivia em casas superlotadas, 72% tinham empregos informais que exigiam trabalho diário e muitos precisavam viajar diariamente aos mercados para comprar alimentos, já que apenas 49% das famílias possuem geladeiras ou freezers; mesmo nas áreas urbanas, é de apenas 61%.
A cientista política Dra. Paula Muñoz, da Universidad del Pacífico, descreveu Forsyth como "um cara pró-negócios", enquanto Americas Quarterly escreveu "suas opiniões sobre as grandes questões econômicas são menos claras". Forsyth e Fujimori compartilharam seu apoio à privatização dos serviços públicos e à desregulamentação da economia, com os dois dizendo que a intervenção do governo impede o crescimento. Fujimori afirmou ainda que pretende fazer "do Estado o principal parceiro dos empresários".</ref> Mendoza, ao contrário, criticou as políticas neoliberais instituídas no Peru desde os anos 1990, exigiu "a descomodificação de bens como saúde, educação e habitação", promoveu o financiamento governamental de projetos agrícolas e energéticos sustentáveis, ao mesmo tempo que protegia o meio ambiente.

#### Imigração
Como resultado da crise de refugiados venezuelanos, o Peru foi o lar de mais de um milhão de venezuelanos em fevereiro de 2021. Naquela época, as Forças Armadas do Peru foram destacadas em uma operação conjunta com seus homólogos equatorianos na fronteira Equador-Peru para evitar a entrada de migrantes ilegais, com as Forças Armadas declarando que era para evitar uma nova introdução de COVID-19 no Peru. Organizações de direitos humanos criticaram a militarização da fronteira, dizendo que não são devidamente treinadas para a fiscalização das fronteiras e que isso viola os direitos humanos dos migrantes. A xenofobia em relação aos venezuelanos no Peru também aumentou, já que alguns políticos atribuíram o aumento da criminalidade aos migrantes, embora o Instituto Brookings e o Instituto de Políticas de Migração tenham constatado que os venezuelanos participam de menos crimes no Peru do que os peruanos nativos.
No tópico de imigração, as respostas de Forsyth variaram; afirmou que "o Peru é um país generoso que abre suas portas aos estrangeiros". ao mesmo tempo em que apoiou o envio de mais autoridades para controlar a fronteira, afirmando que os migrantes "humilharam nossa Polícia Nacional" e "Precisamos do princípio da autoridade em o país. ... Precisamos de uma polícia com poderes para defender todos nós, peruanos ”. Sobre sua posição sobre a imigração, Mendoza afirmou que “a migração deve ser considerada com base em critérios humanitários. Os peruanos também migraram "e que, embora alguns controles devam ser instituídos para impedir a entrada de criminosos, em geral ela promoveu os migrantes como "pessoas que podem contribuir para o país". Fujimori apoiou o aumento da segurança da fronteira, promovendo o uso da polícia e das Forças Armadas do Peru para a proteção da fronteira.

## Análise
Devido ao conflito interno no Peru envolvendo grupos guerrilheiros de extrema esquerda que atacaram as instituições do Peru, que ocorreu principalmente nas décadas de 1980 e 1990, os sentimentos em relação aos partidos políticos de esquerda têm um estigma negativo direcionado contra eles. Enquanto a campanha ocorria durante as eleições, os políticos muitas vezes caracterizavam sem fundamento os políticos de esquerda como terroristas, ou terrucos em espanhol peruano, com os ataques sendo tão comuns que receberam o termo terruqueo. The Americas Quarterly argumenta que tal comportamento pode resultar em menos apoio à candidata esquerdista Verónika Mendoza e promover a polarização política dentro do Peru.

## Resultados

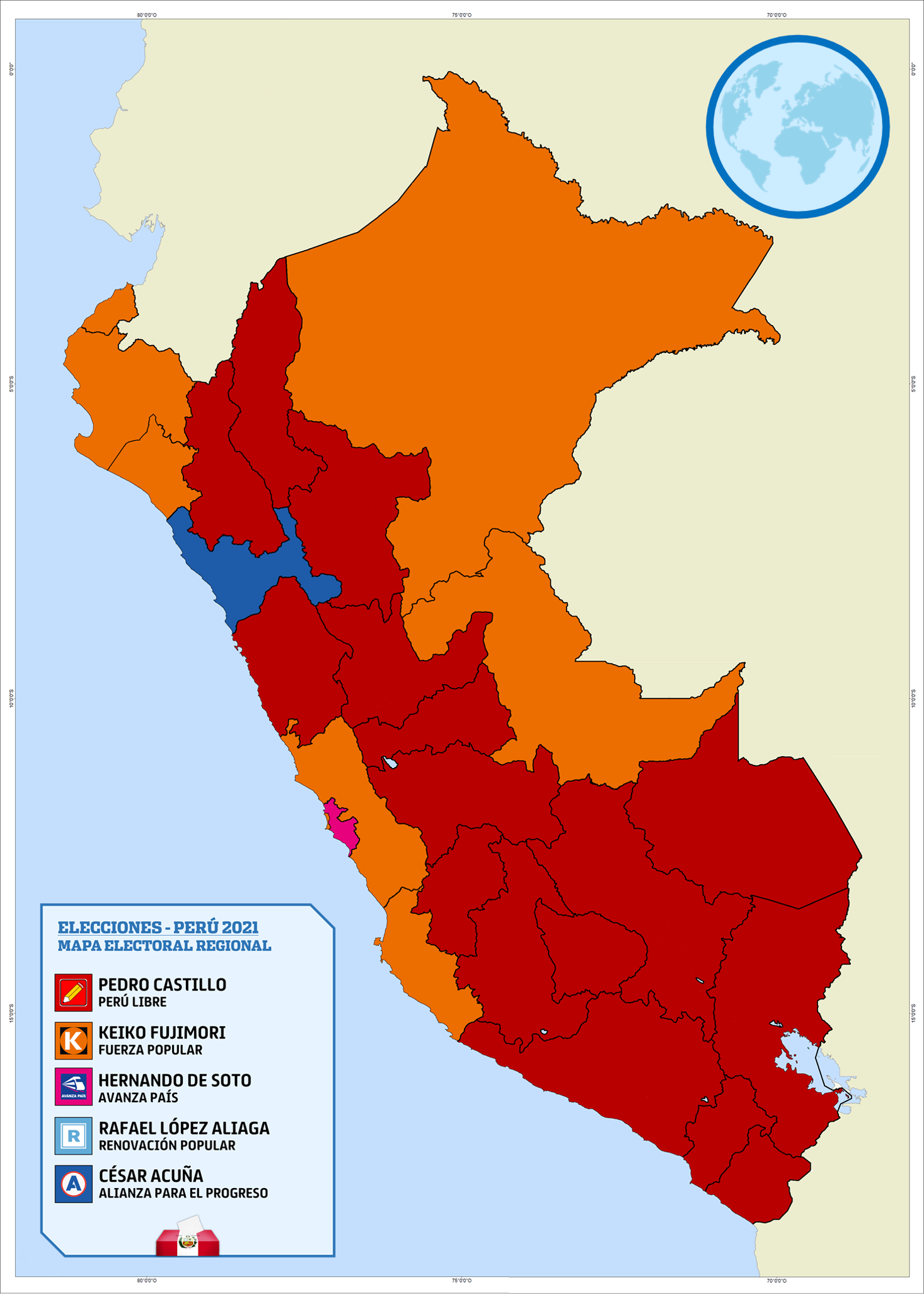
Candidatos mais votados por departamento no 1º turno

### Eleição presidencial
| Candidato                                                                                       | Partido                                     | Primeiro turno 11 de abril de 2021 | Primeiro turno 11 de abril de 2021 | Segundo turno 6 de junho de 2021 | Segundo turno 6 de junho de 2021 |
| Candidato                                                                                       | Partido                                     | Votos                              | %                                  | Votos                            | %                                |
| ----------------------------------------------------------------------------------------------- | ------------------------------------------- | ---------------------------------- | ---------------------------------- | -------------------------------- | -------------------------------- |
| Pedro Castillo                                                                                  | Peru Livre                                  | 2 724 752                          | 18,921%                            | 8 835 579                        | 50,125%                          |
| Keiko Fujimori                                                                                  | Força Popular                               | 1 930 762                          | 13,407%                            | 8 791 521                        | 49,875%                          |
| Rafael López Aliaga                                                                             | Renovação Popular                           | 1 692 279                          | 11,751%                            | Não participaram                 | Não participaram                 |
| Hernando de Soto                                                                                | Avança País - Partido da Integração Social  | 1 674 201                          | 11,626%                            | Não participaram                 | Não participaram                 |
| Yonhy Lescano                                                                                   | Ação Popular                                | 1 306 288                          | 9,071%                             | Não participaram                 | Não participaram                 |
| Verónika Mendoza                                                                                | Juntos pelo Peru                            | 1 132 577                          | 7,865%                             | Não participaram                 | Não participaram                 |
| César Acuña                                                                                     | Aliança para o Progresso                    | 867 025                            | 6,021%                             | Não participaram                 | Não participaram                 |
| George Forsyth                                                                                  | Vitória Nacional                            | 814 516                            | 5,656%                             | Não participaram                 | Não participaram                 |
| Daniel Urresti                                                                                  | Podemos Peru                                | 812 721                            | 5,644%                             | Não participaram                 | Não participaram                 |
| Julio Guzmán                                                                                    | Partido Roxo                                | 325 608                            | 2,261%                             | Não participaram                 | Não participaram                 |
| Alberto Beingolea                                                                               | Partido Popular Cristão                     | 286 447                            | 1,989%                             | Não participaram                 | Não participaram                 |
| Daniel Salaverry                                                                                | Partido Democrático - Somos Peru            | 240 234                            | 1,668%                             | Não participaram                 | Não participaram                 |
| Ollanta Humala                                                                                  | Partido Nacionalista Peruano                | 230 831                            | 1,603%                             | Não participaram                 | Não participaram                 |
| José Vega                                                                                       | União pelo Peru                             | 101 267                            | 0,703%                             | Não participaram                 | Não participaram                 |
| Ciro Gálvez                                                                                     | Renascimento Unido Nacional                 | 89 376                             | 0,621%                             | Não participaram                 | Não participaram                 |
| Marco Arana                                                                                     | Frente Ampla pela Justiça, Vida e Liberdade | 65 300                             | 0,453%                             | Não participaram                 | Não participaram                 |
| Rafael Santos                                                                                   | Peru Pátria Segura                          | 55 644                             | 0,386%                             | Não participaram                 | Não participaram                 |
| Andrés Alcántara                                                                                | Democracia Direta                           | 50 802                             | 0,353%                             | Não participaram                 | Não participaram                 |
| Total de votos válidos                                                                          | Total de votos válidos                      | 14 400 630                         | 100,000%                           | 17 627 100                       | 100,000%                         |
| → Votos válidos                                                                                 | → Votos válidos                             | 14 400 630                         | 81,296%                            | 17 627 100                       | 93,48%                           |
| → Votos em branco e nulos                                                                       | → Votos em branco e nulos                   | 3 313 086                          | 18,704%                            | 1 229 516                        | 6,52%                            |
| Total de votos                                                                                  | Total de votos                              | 17 713 716                         | 100,000%                           | 18 856 616                       | 100,000%                         |
| Fonte 1º turno: ONPE (100% de atas processadas) Fonte 2º turno: ONPE (100% de atas processadas) |                                             |                                    |                                    |                                  |                                  |

| Partido | Partido       | Candidato      | Votos      | Votos (%) |
| ------- | ------------- | -------------- | ---------- | --------- |
|         | Peru Livre    | Pedro Castillo | 8 835 579  | 50,12%    |
|         | Força Popular | Keiko Fujimori | 8 791 521  | 49,88%    |
| Totais  | Totais        | Totais         | 17 627 100 |           |

| Partido | Partido                      | Candidato         | Votos      | Votos (%) |
| ------- | ---------------------------- | ----------------- | ---------- | --------- |
|         | Peru Livre                   | Pedro Castillo    | 2 724 752  | 18,92%    |
|         | Força Popular                | Keiko Fujimori    | 1 930 762  | 13,41%    |
|         | Renovação Popular            | López Aliaga      | 1 692 279  | 11,75%    |
|         | Avança País                  | Hernando de Soto  | 1 674 201  | 11,63%    |
|         | Ação Popular                 | Yonhy Lescano     | 1 306 288  | 9,07%     |
|         | Juntos pelo Peru             | Verónika Mendoza  | 1 132 577  | 7,86%     |
|         | Aliança para o Progresso     | César Acuña       | 867 025    | 6,02%     |
|         | Vitória Nacional             | George Forsyth    | 814 516    | 5,66%     |
|         | Podemos Peru                 | Daniel Urresti    | 812 721    | 5,64%     |
|         | Partido Roxo                 | Julio Guzmán      | 325 608    | 2,26%     |
|         | Partido Popular Cristão      | Alberto Beingolea | 286 447    | 1,99%     |
|         | Somos Peru                   | Daniel Salaverry  | 240 234    | 1,67%     |
|         | Partido Nacionalista Peruano | Ollanta Humala    | 230 831    | 1,6%      |
|         | União pelo Peru              | José Vega         | 101 267    | 0,7%      |
|         | Renascimento Unido Nacional  | Ciro Gálvez       | 89 376     | 0,62%     |
|         | Frente Ampla                 | Marco Arana       | 65 300     | 0,45%     |
|         | Peru Pátria Segura           | Rafael Santos     | 55 644     | 0,39%     |
|         | Democracia Direta            | Andrés Alcántara  | 50 802     | 0,35%     |
| Totais  | Totais                       | Totais            | 14 400 630 |           |

## Reações internacionais
Mesmo antes do Escritório Nacional de Processos Eleitorais (ONPE) proclamar um resultado, presidentes sul-americanos se pronunciaram diante do término da apuração: Alberto Fernández da  Argentina e Luis Arce da  Bolívia cumprimentaram Pedro Castillo como presidente eleito, dada a vantagem no fim da contagem dos votos, mesmo sendo estreita e a concorrente Keiko Fujimori não tendo concedido.